# Hāfiz
Als Hāfiz (arabisch حافظ, DMG ḥāfiẓ von حفظ / ḥafiẓa / ‚behüten‘; Plural حفاظ / ḥuffāẓ oder حفظة / ḥafaẓa) bezeichnet man allgemein in der islamischen Welt eine Person, die den gesamten Koran auswendig gelernt hat und oft zu bestimmten Gelegenheiten Abschnitte daraus rezitiert. Dieser Vortrag folgt Aussprache- und Intonationsregeln und ist dadurch eine Art Sprechgesang.
Ein Hāfiz ist unter Muslimen sehr geachtet, da er nach ihrem Verständnis das Wort Gottes verinnerlicht hat. Blinde und andere körperlich Behinderte wurden und werden oft berufsmäßige Hāfiz und können auf diese Weise hohes Ansehen erreichen. Frauen, die den gesamten Koran auswendig rezitieren können, werden Hāfiza genannt.
Wegen seiner Reime und Metrik ist der Koran im Verhältnis zu seiner Länge relativ leicht erlernbar. Arabische Biografien geben traditionellerweise das Alter an, in dem ein Gelehrter Hāfiz (und später Imam, „Vorbeter“) wurde. So soll der Historiker at-Tabarī bereits mit sieben Jahren den Koran auswendig gelernt haben und mit acht Vorbeter geworden sein. Der persische Dichter Hafis erhielt seinen Ehrennamen, weil er mit acht Jahren den Koran auswendig konnte.
In den islamischen Wissenschaften und der klassischen islamischen Literatur ist ein Hāfiz darüber hinaus ein Titel für einen Gelehrten, der den Großteil der Tradenten und Überlieferungen von Hadithen kennt. Es existieren unterschiedliche Ansichten darüber, ab wann eine Person als Hāfiz gilt. Nuruddin ʿItr bevorzugt die Ansicht, dass diese Personen den Großteil der vorhandenen Tradenten und Überlieferungswege kennt. Andere Meinungen sprechen von konkreten Zahlen wie 1.000.000 Hadithe, andere beschränken dies für die heutige Zeit auf Personen, die die sechs kanonischen Hadith-Werke auswendig gelernt haben und deren Tradenten kennen. Beispiele für einen Hāfiz in diesem Sinne sind Ahmad ibn Hanbal, Ahmed bin Hamad al-Chalili, al-Buḫârî, al-Irâqî, Ibn Kathir und al-Mizzi.
In Tadschikistan ist der Hāfez (auch Hôfiz) ein professioneller Barde, der Verse der klassischen persischen Dichtkunst vorträgt und sich auf der Langhalslaute dombra begleitet. Er ist vergleichbar mit dem usbekischen Bachschi (baxshi) und dem türkisch-aserbaidschanischen Aşık.